# North Beach

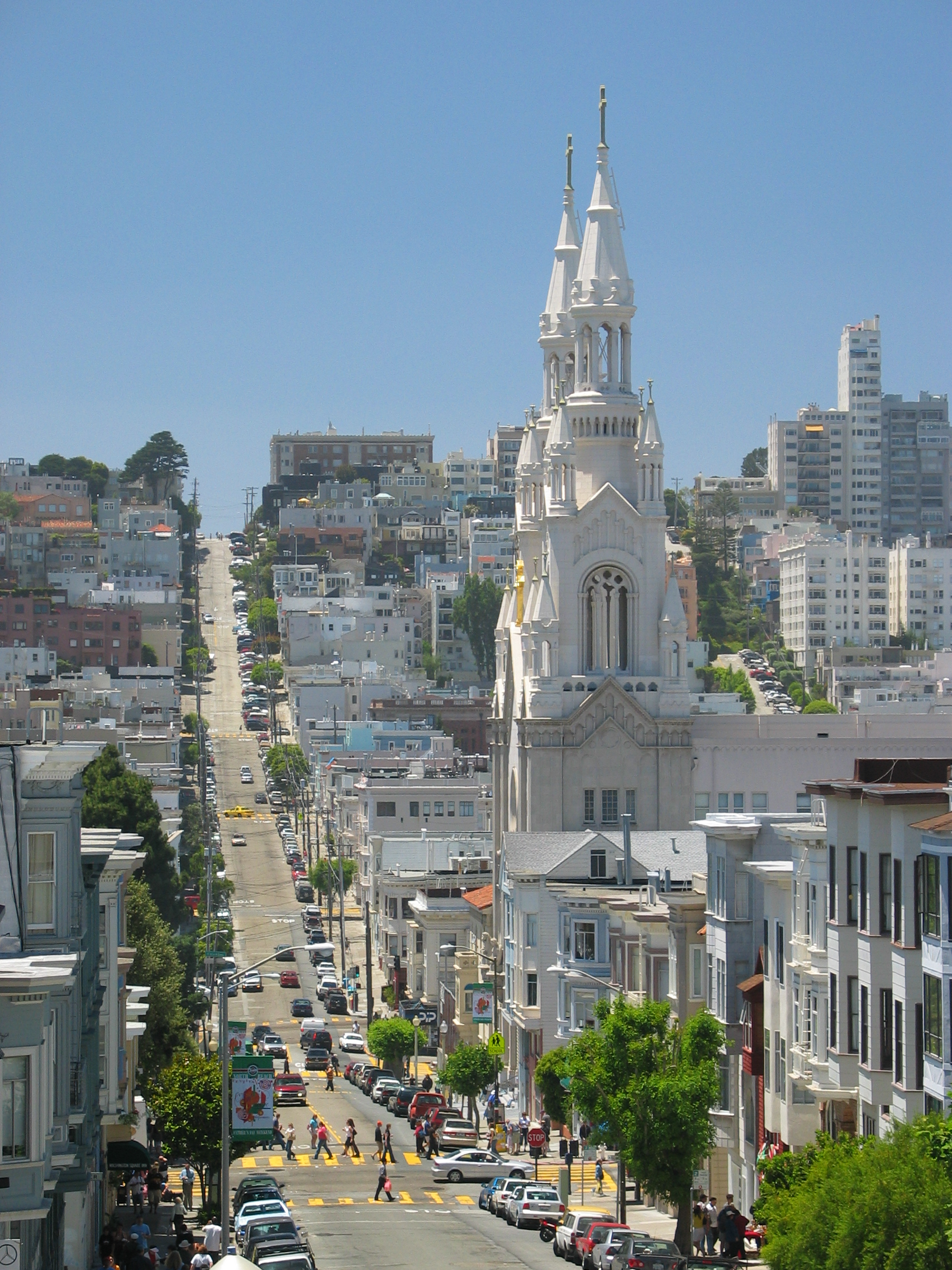
Filbert Street met de Saints Peter and Paul Church in North Beach.

North Beach is een wijk in het noordoosten van de Amerikaanse stad San Francisco (Californië). North Beach grenst aan Chinatown in het zuidwesten, Fisherman's Wharf in het noorden, Russian Hill in het westen en Telegraph Hill in het oosten. Het is het Little Italy van San Francisco, waar traditioneel veel Italiaanse Amerikanen wonen. Tegenwoordig is de wijk etnisch heel divers, met onder anderen veel Aziatische inwoners. North Beach was het hart van de Beatnik-subcultuur en blijft een belangrijke uitgaans- en prostitutiebuurt. De belangrijkste verkeersader is Columbus Avenue.

## Geschiedenis
Oorspronkelijk lag de noordoostelijke kustlijn van San Francisco meer landinwaarts, in de buurt van wat nu Taylor en Francisco Street zijn. North Beach was toen dus nog een echt strand. Op het einde van 19e eeuw deed men er aan landwinning en bouwde men er een kade met magazijnen, dokken en pieren - de Embarcadero. Het zuidelijke deel van wat nu North Beach is, ten zuiden van Broadway, was in die periode een beruchte buurt, Barbary Coast, bekend om de goktenten en bordelen.

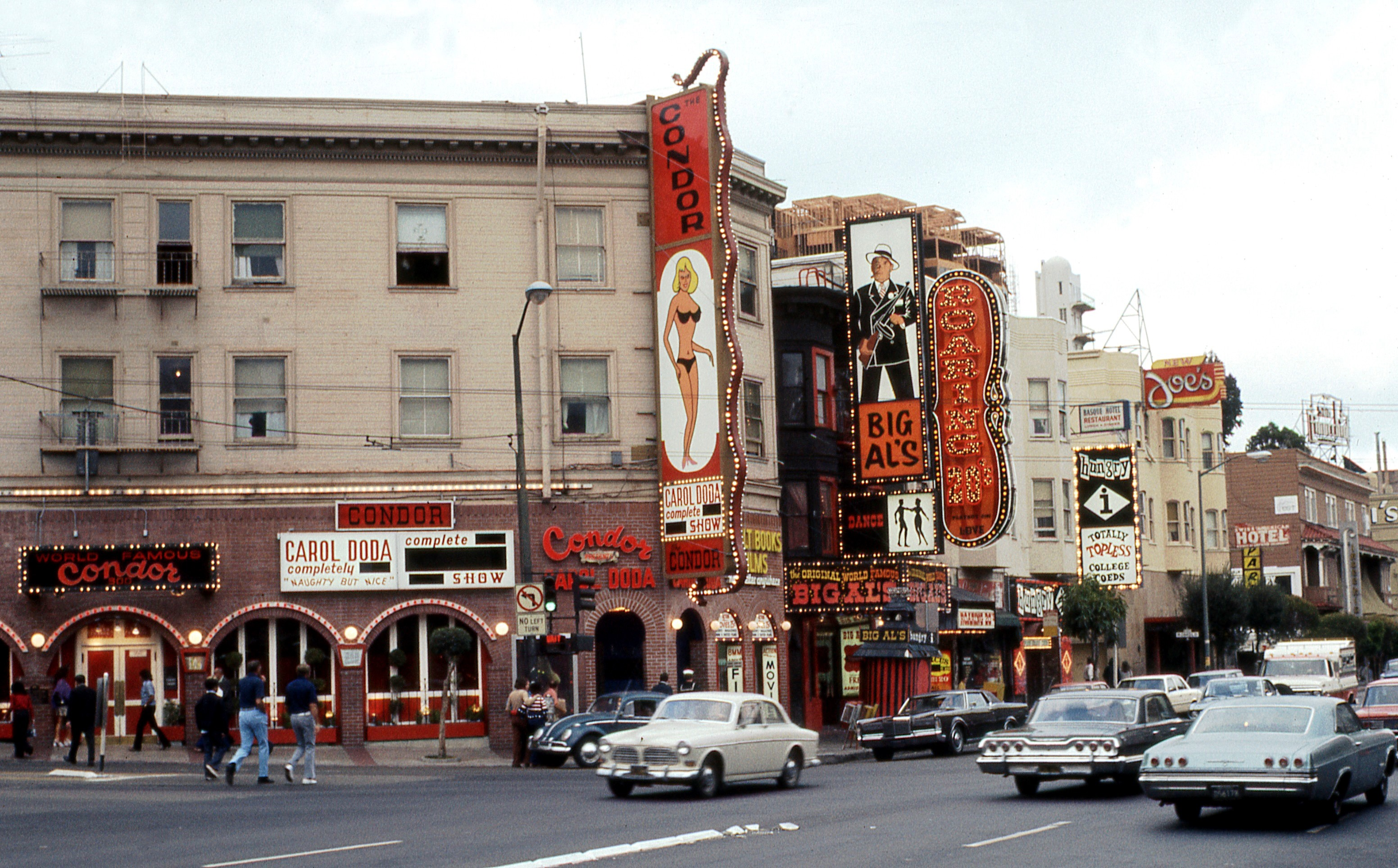
De Condor Club in 1973.

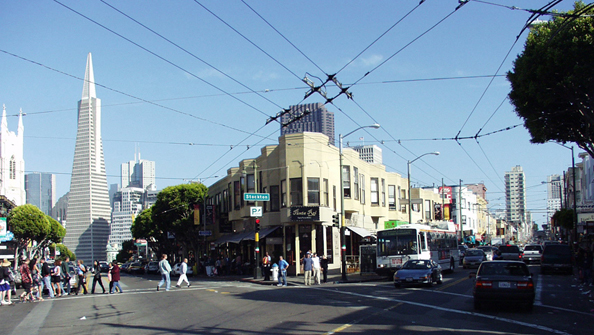
Foto genomen in zuidoostelijke richting met Columbus Avenue aan de linkerkant en Stockton Street aan de rechterkant. De Transamerica Pyramid is zichtbaar op de achtergrond van Columbus Avenue.

De buurt werd bijna volledig vernield door de aardbeving van 1906. Na de heropbouw trok North Beach door de nabijheid van de haven veel Italiaanse immigranten aan. Die migratie heeft de buurt haar typische karakter en uitzicht gegeven. Bij de Italiaanse Amerikanen die hier woonden, behoorden honkballegende Joe DiMaggio en politicus Joseph Alioto. Deels door de associatie met de Barbary Coast werd North Beach San Francisco's nieuwe prostitutiegebied. De Condor Club, Amerika's eerste toplessbar, opende in 1964. Ook bekend is The Lusty Lady, een coöperatief peepshowtheater. Langs Broadway waren er ook nachtclubs. In de late jaren 70 tot midden jaren 80 bloeide de punkmuziek hier op.
Na de Tweede Wereldoorlog was North Beach een volkse bestemming voor de alternatieve intellectuelen van de Beat Generation. Veel van de bars en restaurants van North Beach werden de thuis van beatniks zoals de schrijver Jack Kerouac, dichters Allen Ginsberg en Gregory Corso en de legendarische Neal Cassady. De City Lights Bookstore, een ander monument van de Beat Generation, werd in 1951 aan Columbus Avenue opgericht door Lawrence Ferlinghetti. Een zijstraatje van Columbus Avenue, tussen Kearny Street en Broadway, werd naar Kerouac vernoemd.
Vanaf de jaren 1980 is de populatie Italiaans-Amerikanen sterk verminderd, deels door de afnemende immigratie vanuit Italië, deels door de gentrificatie van de buurt. (In New York gebeurde hetzelfde met hun Little Italy.) Het naburige Chinatown daarentegen, is blijven groeien, waardoor er nu heel veel Chinese Amerikanen in North Beach leven. De huidige buurt is een mengeling van Chinezen en jonge professionelen, met nog maar weinig Italianen. De buurt heeft haar Italiaanse karakter wel enigszins weten te bewaren. Er zijn veel Italiaanse restaurants, cafés en bakkerijen langs Columbus Avenue en Washington Square. De "Italiaanse kathedraal van het westen", de Saints Peter and Paul Church, bevindt zich aan Washington Square. Joe DiMaggio trouwde er met zijn eerste vrouw en kwam er foto's nemen na zijn huwelijk met Marilyn Monroe. De kerk biedt nog steeds een Italiaanse misviering per week aan, op zondag.

## Bezienswaardigheden
- City Lights Bookstore
- Jack Kerouac Alley
- Nachtclubs en stripclubs
- Saints Peter and Paul Church
- San Francisco Art Institute

## In films
- Barbary Coast (1935)
- Dirty Harry (1971)
- So I Married an Axe Murderer (1993)
- EdTV (1999)
- North Beach (2000)
- Sweet November (2001)
- The Wedding Planner (2001)
- Twisted (2004), geregisseerd door North Beach-inwoner Philip Kaufman
- Just Like Heaven (2006)
- No Small Affair (1984)